# Zielony Staw Kieżmarski

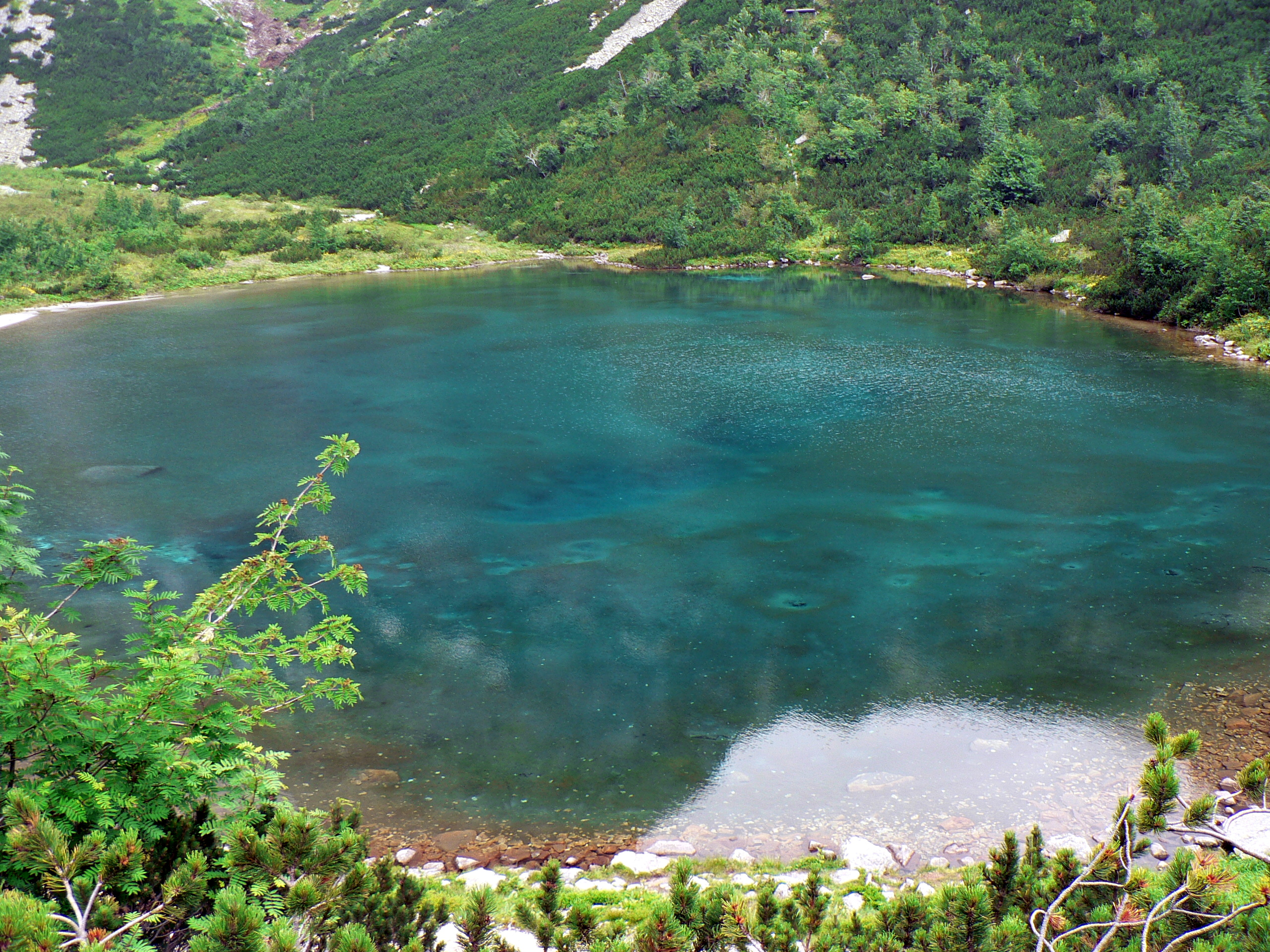
Zielony Staw

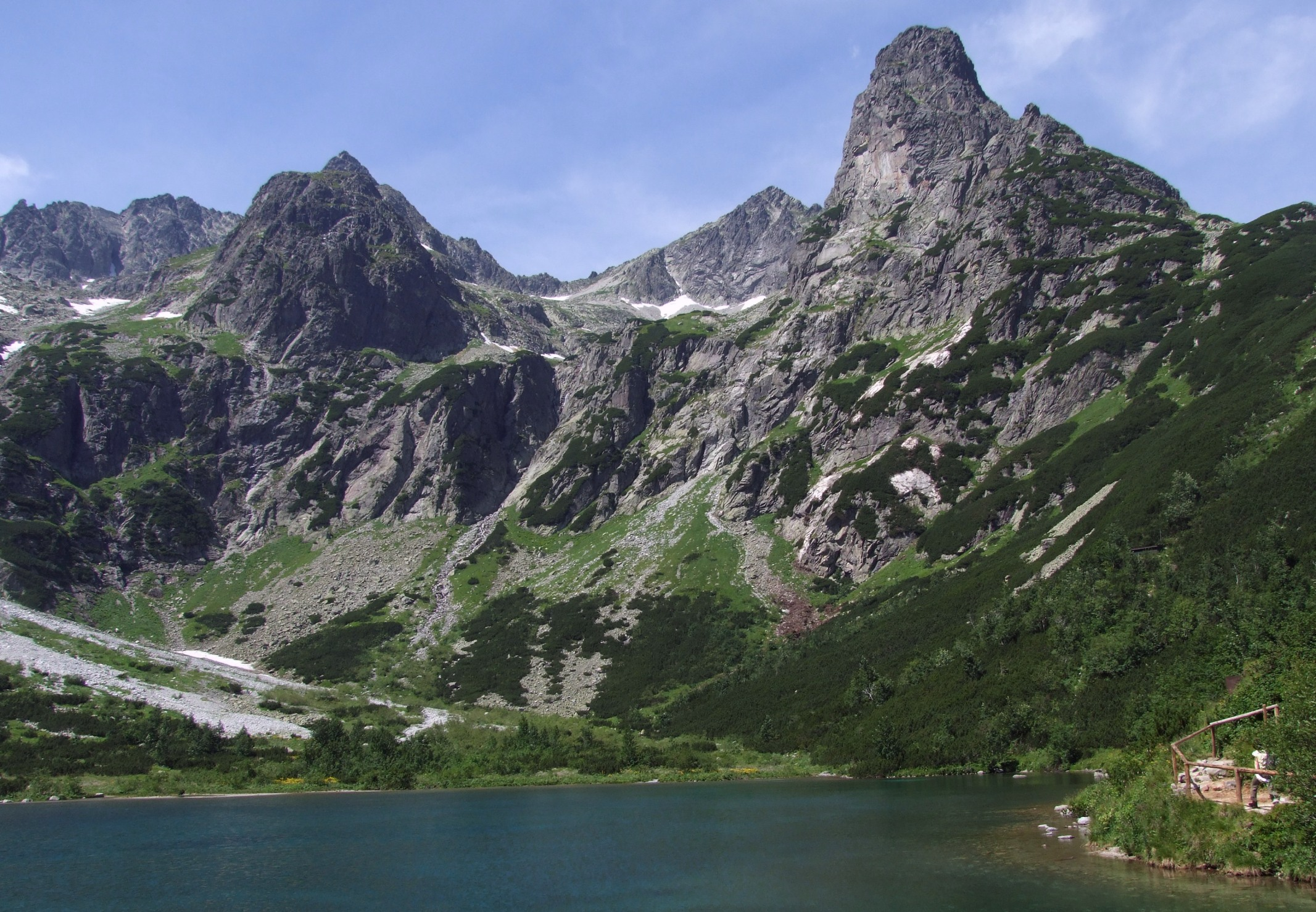
Czarny Szczyt i Jastrzębia Turnia ponad Zielonym Stawem

Zielony Staw Kieżmarski lub po prostu Zielony Staw, w części literatury tatrzańskiej Zielony Staw Kiezmarski, dawniej Zielony Staw pod Łomnicą (słow. Zelené pleso, Zelené pleso Kežmarské, Zelené pleso pod Jastrabou vežou, Zelené pleso pod Lomnickým štítom, niem. Grüner See, Kesmarker Grüner See, Grünsee, węg. Zöld-tó, Késmárki-Zöld-tó) – największy ze stawów znajdujących się w Dolinie Kieżmarskiej w północno-wschodniej części Tatr Wysokich na Słowacji.
Staw znajduje się w odgałęzieniu doliny o nazwie Dolina Zielona Kieżmarska, konkretnie w Kotlinie Zielonego Stawu. Położony jest na poziomie 1542 m n.p.m. (według starszych pomiarów 1541, 1545 lub 1546 m). Jego powierzchnia według pomiarów przeprowadzonych przez TANAP w latach 1961–67 wynosi 1,77 ha (według innej publikacji 1,7855 ha), starsze pomiary Józefa Szaflarskiego podają 1,492 ha. Według słowackiej bazy ZBGIS (2017 r.) powierzchnia stawu liczy 1,7639 ha. Zielony Staw ma 188 m długości i 136 m szerokości (według Szaflarskiego odpowiednio 198 m i 110 m) oraz 4,5 m (4,3 m) głębokości. Objętość wód jeziora została obliczona na 31 755 m³. Poziom wody został sztucznie podniesiony pod koniec XIX wieku – przy wypływającym potoku umieszczono niewielką zaporę. Zwiększyło to o ok. 1/3 powierzchnię jeziora. Nad kotlinę stawu z trzech stron opadają strome zbocza sąsiednich szczytów: Koziej Turni z północy, Jastrzębiej Turni z zachodu i Małego Kieżmarskiego Szczytu z południa. Z jeziora wypływa Zielony Potok Kieżmarski (Zelený potok), będący dopływem Białej Wody Kieżmarskiej, głównego cieku wodnego Doliny Kieżmarskiej.
Staw jest największym z jezior w Dolinie Zielonej Kieżmarskiej. Kilkaset metrów na południowy wschód od niego znajduje się drugi pod względem wielkości w dolinie Czarny Staw Kieżmarski, pozostałe stawy to Mały Staw Kieżmarski oraz Modry Stawek i Czerwony Staw Kieżmarski w Dolinie Jagnięcej, górnym piętrze doliny.
Nad północno-wschodnim brzegiem stawu znajduje się schronisko nad Zielonym Stawem (Chata pri Zelenom Plese), noszące w latach 1950–1990 nazwę Brnčalova chata. Przy chacie krzyżują się szlaki turystyczne: Magistrala Tatrzańska oraz żółty szlak na Jagnięcy Szczyt.
Nazwa stawu pochodzi od zabarwienia. Stanisław Staszic tak próbował tłumaczyć tę nazwę: „Zielona Woda, tak zwana, że wystawia farbę zieloną, która przez się jest czysta i biała, tylko odbijaniem skał, mchem pokrytych, zieleni się”. Legendy podają, że jego źródłem ma być karbunkuł (rubin), który spadł do stawu z wierzchołka Jastrzębiej Turni. Za cennym kamieniem miał do jeziora wpaść syn hrabiego Tökölya. Na dnie jeziora dostrzec można turkusowe plamy. To pod ciśnieniem wypływają w tych miejscach podziemne źródła. W torfowisku w pobliżu jeziora występuje bogata flora mszaków.

## Szlaki turystyczne
– żółty szlak rozpoczynający się przy Drodze Wolności między Kieżmarskimi Żłobami i Matlarami i prowadzący przez Rzeżuchową Polanę wzdłuż Białej Wody Kieżmarskiej aż nad Zielony Staw Kieżmarski, a stamtąd Doliną Jagnięcą na Jagnięcy Szczyt.
- Czas przejścia od Drogi Wolności do schroniska przy Zielonym Stawie: 3:15 h, ↓ 2:55 h
- Czas przejścia ze schroniska na Jagnięcy Szczyt: 2:15 h, ↓ 1:35 h

  – końcowy odcinek znakowanej czerwono Magistrali Tatrzańskiej, prowadzący znad Łomnickiego Stawu przez Rakuski Przechód i obok schroniska nad Zielonym Stawem nad Wielki Biały Staw.
- Czas przejścia znad Łomnickiego Stawu do schroniska: 2:05 h, z powrotem 2:55 h
- Czas przejścia ze schroniska nad Wielki Biały Staw: 35 min w obie strony